# Patrice Kwedi
Patrice Kwedi, född 30 september 1983 i Yaoundé, är en kamerunsk fotbollsspelare som spelar för den kroatiska klubben NK Sesvetski Kraljevec. Han har tillbringat större delen av sin karriär i Kroatien, och tillhörde länge storklubben Dinamo Zagreb. Kwedi var under denna period dock mest utlånad, bland annat till IFK Göteborg 2004 och danska AGF 2005.